# Penstemon calcareus
Espèce
Penstemon calcareus  est une espèce de plantes de la famille des Plantaginacées, originaire d'Amérique du Nord. Elle est connue sous le nom de     Limestone Beardtongue en anglais.

## Description
Cette espèce est pérenne et peut atteindre 25cm de hauteur. Les fleurs sont généralement de couleur pourpre. 